# ヨハネス・ニコラウス・テーテンス

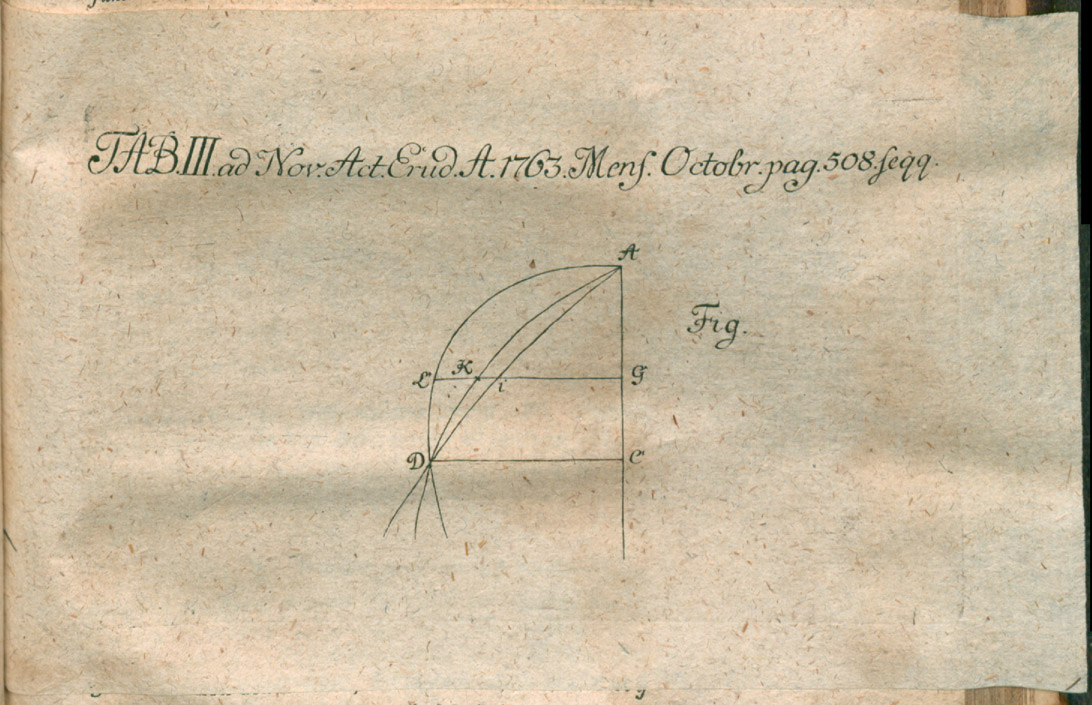
曲線の方法論のイラスト (Illustration from Methodus inveniendi curvas...) 刊 1763年

ヨハネス・ニコラウス・テーテンス（Johannes Nikolaus Tetens、デンマーク語: Johan Nicolai Tetens、1736年9月16日 - 1807年8月17日）は、ドイツ系デンマーク人の哲学者、数学者、科学者、神学者である。
彼の主著『人間の本性とその発展に関する哲学的実験』（1777年）とジョン・ロックの著作との共通性から、彼は「ドイツのロック」と呼ばれている。彼はイマヌエル・カントに影響を与えたと考えられている。

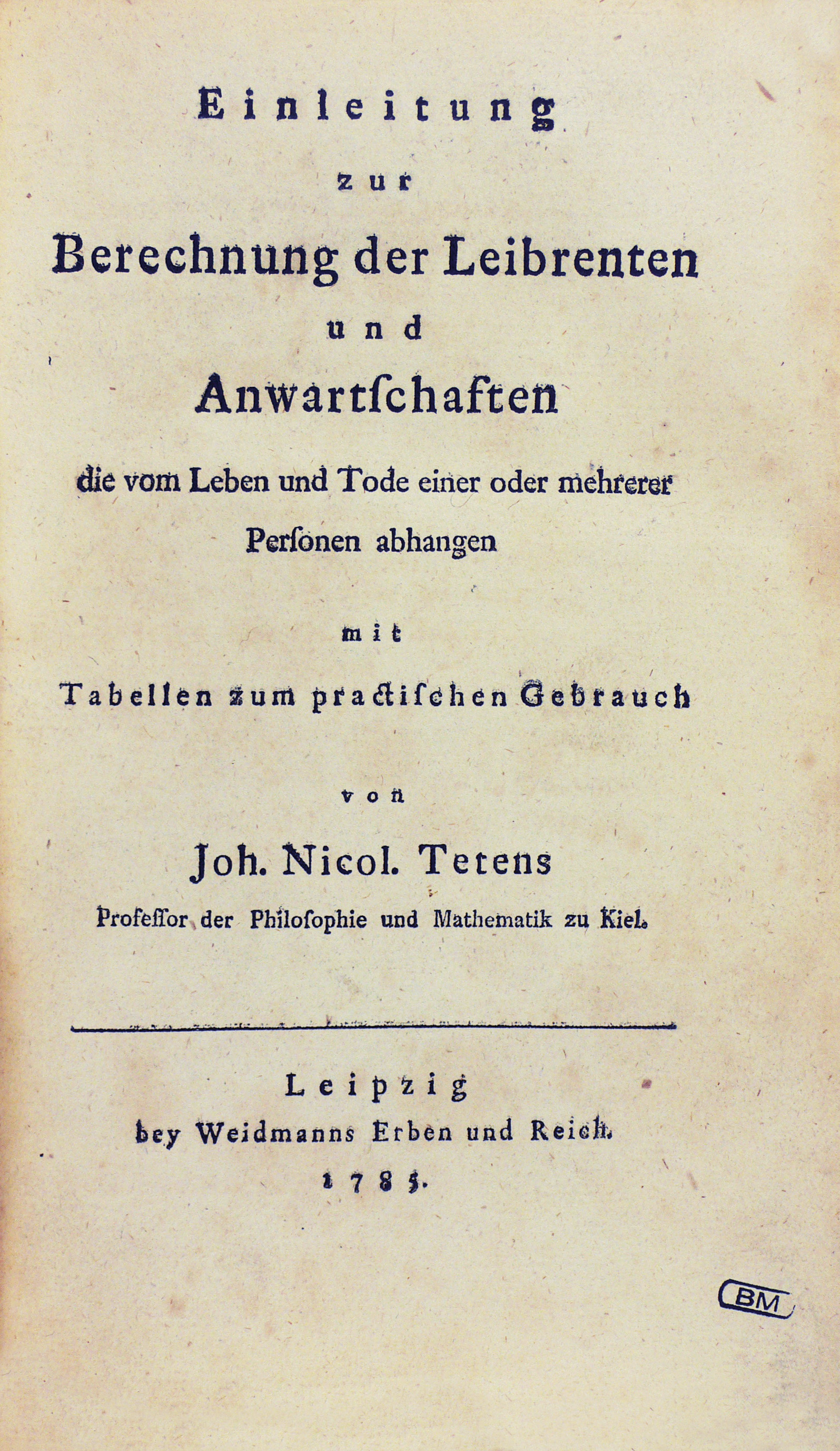
「「終身年金の計算入門 (Einleitung zur Berechnung der Leibrenten)」1785年

## 生涯
テーテンスは1736年、デンマーク領シュレースヴィヒ公国のテーテンビュルに生まれた。ロストック大学とコペンハーゲン大学で数学と物理学を学び、1759年に修士号1760年に博士号を取得した。1760年から1765年にかけて、ビュツォ大学（ドイツ語: Universität Bützow）（ メクレンブルク＝フォアポンメルン州ビュツォ（ドイツ語: Bützow））において、哲学および当時は自然哲学と呼ばれていた物理学を教えていた。この期間に「空の色」、「神の存在」、「言語の起源」等の、さまざまな命題について多くの論文を書いた。このようないろいろな分野での活動の後、テーテンスは活動分野を制限し、デイヴィッド・ヒュームの思想をドイツ語圏全体に広めた。このテーテンスの活動によりイマヌエル・カントは現象主義的思考と経験主義及び超越主義の二元論を知ることとなった。
1776年、テーテンスはクリスティアン・アルブレヒト大学キールの哲学教授となった。しかし、1789年以降、テーテンスは一転してデンマークの高級官僚として新たなキャリアをスタートした。
コペンハーゲンの金融大学（Finanzcollegium）のメンバーとなった。その後、1791年国の顧問に就任し、1803年には国立銀行の取締役および寡婦年金基金の理事を務めた。
この頃、彼は数学とその応用に興味を持っていた。彼が多項式代数に興味を持ったのは、カール・フリードリヒ・ヒンデンブルク（英語: Carl Hindenburg）、クリスチャン・クランプらのドイツ組合せ数学学派に属していたおり、その影響を受けていたことによる。彼の研究範囲は保険に関する数理モデルに集中していた。1785年までテーテンスはクリスティアン・アルブレヒト大学キールにて教鞭をとっていた。
1785年に第1部、1786年第2部にわたってライプツィヒで出版された『終身年金と受給権の計算の概要（Einleitung zur Berechnung der Leibrenten und Anwartschaften）』は、保険における数理モデルおける画期的な研究成果であった。この本には、エドモンド・ハレーの生命表からリチャード・プライスの著作『復帰支払に関する観察（Observations on Reversionary Payments）1771年刊行』まで、このテーマに関するこれまでの研究を広範囲に統合し記述されている。
この本は、保険に関する数理科学を扱う研究者には、史上初のリスク尺度リスク・デア・ケース（Risico der Casse）を取り上げていることで知られている。
さらに、この本は数理統計学にも洞察を与えている。テテンスは、二項分布の近似値を使用して、与えられた標本抽出手順の信頼水準を計算しようとした。

## 著作
- 形而上学において確立された真理が少ない理由についての考察（Gedanken von einigen Ursachen, warum in der Metaphysik nur wenige ausgemachte Wahrheiten sind 1760年刊）
- 神の存在の証明に関する論文（Abhandlungen von den Beweisen des Daseins Gottes 1761年刊）
- 言語と文字の起源について（Ueber den Ursprung der Sprache und der Schrift 1772年刊）
- 一般的な思弁哲学について（Ueber die allgemeine speculativische Philosophie 1775年刊）
- 人間の本性とその発展に関する哲学的実験（Philosophische Versuche über die menschliche Natur und ihre Entwickelung 第1巻および第2巻 1777年刊）
- 実務用表付きで紹介した1人以上の人の生死によって決まる終身年金と受給権の計算方法について（Einleitung zur Berechnung der Leibrenten und Anwartschaften die vom Leben oder Tode einer oder mehrerer Personen abhangen mit Tabellen zum praktischen Gebrauch  第1巻および第2巻 1786年刊）
- 北海の湿地への旅（Reisen in die Marschländer der Nordsee 1788年刊）
- 言語哲学の実験（Sprachphilosophische Versuche 没後の1971年刊）